# Ansauvillers
Ansauvillers és un municipi francès, situat al departament de l'Oise i a la regió dels Alts de França. L'any 2007 tenia 1.192 habitants.

## Demografia

### Població
El 2007 la població de fet d'Ansauvillers era de 1.192 persones. Hi havia 388 famílies de les quals 68 eren unipersonals (32 homes vivint sols i 36 dones vivint soles), 100 parelles sense fills, 188 parelles amb fills i 32 famílies monoparentals amb fills.
La població ha evolucionat segons el següent gràfic:
Habitants censats

### Habitatges
El 2007 hi havia 438 habitatges, 407 eren l'habitatge principal de la família, 15 eren segones residències i 16 estaven desocupats. 412 eren cases i 22 eren apartaments. Dels 407 habitatges principals, 331 estaven ocupats pels seus propietaris, 61 estaven llogats i ocupats pels llogaters i 15 estaven cedits a títol gratuït; 1 tenia una cambra, 15 en tenien dues, 43 en tenien tres, 103 en tenien quatre i 244 en tenien cinc o més. 292 habitatges disposaven pel capbaix d'una plaça de pàrquing. A 171 habitatges hi havia un automòbil i a 185 n'hi havia dos o més.

### Piràmide de població
La piràmide de població per edats i sexe el 2009 era:
| Homes | Edats   | Dones |
| ----- | ------- | ----- |
| 0     | 95 o +  | 0     |
| 8     | 90 a 94 | 0     |
| 4     | 85 a 89 | 16    |
| 8     | 80 a 84 | 8     |
| 12    | 75 a 79 | 16    |
| 12    | 70 a 74 | 8     |
| 24    | 65 a 69 | 28    |
| 12    | 60 a 64 | 24    |
| 16    | 55 a 59 | 20    |
| 40    | 50 a 54 | 16    |
| 44    | 45 a 49 | 48    |
| 40    | 40 a 44 | 44    |
| 56    | 35 a 39 | 28    |
| 36    | 30 a 34 | 28    |
| 28    | 25 a 29 | 40    |
| 33    | 20 a 24 | 28    |
| 52    | 15 a 19 | 44    |
| 36    | 10 a 14 | 32    |
| 52    | 5 a 9   | 28    |
| 32    | 0 a 4   | 40    |

## Economia
El 2007 la població en edat de treballar era de 742 persones, 527 eren actives i 215 eren inactives. De les 527 persones actives 460 estaven ocupades (264 homes i 196 dones) i 66 estaven aturades (34 homes i 32 dones). De les 215 persones inactives 42 estaven jubilades, 67 estaven estudiant i 106 estaven classificades com a «altres inactius».

### Ingressos
El 2009 a Ansauvillers hi havia 410 unitats fiscals que integraven 1.180 persones, la mediana anual d'ingressos fiscals per persona era de 15.904,5 €.

### Activitats econòmiques
Dels 24 establiments que hi havia el 2007, 2 eren d'empreses extractives, 1 d'una empresa alimentària, 1 d'una empresa de fabricació d'altres productes industrials, 9 d'empreses de construcció, 4 d'empreses de comerç i reparació d'automòbils, 2 d'empreses de transport, 1 d'una empresa d'hostatgeria i restauració, 1 d'una empresa de serveis i 3 d'entitats de l'administració pública.
Dels 10 establiments de servei als particulars que hi havia el 2009, 1 era una oficina de correu, 1 taller de reparació d'automòbils i de material agrícola, 2 paletes, 2 guixaires pintors, 3 lampisteries i 1 electricista.
Dels 2 establiments comercials que hi havia el 2009, 1 era una botiga de més de 120 m² i 1 una botiga de menys de 120 m².
L'any 2000 a Ansauvillers hi havia 9 explotacions agrícoles que ocupaven un total de 600 hectàrees.

## Equipaments sanitaris i escolars
L'únic equipament sanitari que hi havia el 2009 era una farmàcia.
El 2009 hi havia una escola elemental.

## Poblacions més properes
El següent diagrama mostra les poblacions més properes.